# Lee Hanee
Lee Hanee (coréen : 이하늬 ; née le 2 mars 1983), également connue sous le nom de Honey Lee, est une actrice, un mannequin et une musicienne sud-coréenne, ainsi qu'une candidate à un concours de beauté, où elle a représenté son pays à Miss Univers 2007. Elle a joué dans plusieurs films et séries télévisées.

## Biographie

### Jeunesse et études
Lee Hanee est la deuxième d'une famille de trois enfants, elle a une sœur aînée et un frère cadet. Son père Lee Sang-eob était un haut fonctionnaire du Service national de renseignement. Sa mère Moon Jae-suk, titulaire d'un doctorat en histoire de la musique coréenne, est professeur à l'université pour femmes Ewha et directrice musicale de l'orchestre de gayageum de la ville de Gimhae. Sa sœur est Lee Seul-gi, membre de l'orchestre de musique traditionnelle coréenne de KBS. L'oncle maternel de Lee est le politicien Moon Hee-sang (actuellement président de l'Assemblée nationale).
Lee est diplômée de l'université nationale de Séoul avec mention très bien en musique traditionnelle coréenne. Elle a obtenu sa maîtrise dans la même université.

### Concours de beauté
Lee a remporté le concours Miss Corée 2006 et a représenté la Corée du Sud au concours Miss Univers 2007. Elle a réussi à se hisser dans le Top 5 et a été classée troisième dauphine ; Riyo Mori du Japon a été couronnée Miss Univers cette année-là. Lee a également été nommée Miss Grand Slam 2007.

### Musique
Lee est une joueuse professionnelle de gayageum, un instrument de musique coréen. Elle a été nommée prodige du gayageum par le Kumho Art Center, la fondation musicale la plus prestigieuse de Corée. Elle a publié quatre CD et joué dans plus de 25 pays, notamment lors de concerts au Carnegie Hall de New York. En 2017, elle a participé à la plus grande performance de masse du gayageum jamais réalisée dans le cadre du festival international de gayageum d'Uijeongbu, qui a duré deux jours.
Lee s'est produite lors de la cérémonie de clôture des Jeux olympiques d'hiver 2018, où elle a réinterprété 춘앵무 (Chunaengmu), l'une des danses royales de la dynastie Joseon.Lee est apparu dans le clip de la chanson Jam de Dynamic Duo (duo sud-coréen). On peut supposer que Lee joue le rôle d'une abeille dans la vidéo, ce qui est un jeu de mots sur la vidéo sur le thème des abeilles.

### Cinéma et télévision
Lee Hanee a co-animé Real Time TV Entertainment, sur la chaîne de télévision nationale SBS, une émission de 12 ans axée sur le show-business, à partir du 18 juillet En 2008, elle a fait ses débuts en tant qu'actrice dans la comédie musicale Polaroid, présentée au PMC Daehangno Jayu Theater à Hyehwa-dong, Jongno-gu. Depuis, elle a joué dans les comédies musicales Legally Blonde, dans le rôle d'Elle Woods, et Chicago, dans le rôle de Roxie Hart,. En 2009, Lee joue dans sa première série télévisée, The Partner, dans le rôle d'une avocate femme fatale. Elle a ensuite joué dans la comédie romantique Pasta (2010), dans laquelle elle incarnait un chef cuisinier célèbre.
Lee remporte sa première récompense d'actrice aux MBC Drama Awards, le prix de la meilleure nouvelle venue pour sa performance dans le drame familial Iron Daughters-in-law (2011),. La même année, en 2011, Lee obtient son premier rôle sur grand écran dans le film d'action Hit. Elle a également joué dans le film catastrophe Deranged et dans la comédie d'époque I Am a King (2012)
Après être apparu dans le documentaire de dérision d'ensemble Behind the Camera (2013) de  E J-yong, Lee a joué dans le film sur les jeux d'argent Tazza: The Hidden Card (2014), dans le rôle d'une riche veuve. Elle a également joué dans une comédie dramatique en 2014 intitulée Mondern Farmer qui parle d'un groupe de rock appelé Excellent Souls. Le groupe est constitué de Lee Min-Ki (Lee Hong-Ki), Kang Hyeok (Park Min-Woo), Yoo Han-Cheol (Lee Si-Un) et Han Ki-Joon (Kwak Dong-Yeon). Le groupe décide de s'installer à la campagne. Là, la série dramatique suit leurs rêves, leurs amours et leurs amitiés. Lee a ensuite joué le rôle de la reine Daemok dans le drame historique de 2015 Shine or Go Crazy, qui met en avant une romance fictive entre le prince maudit de Goryeo et la dernière princesse du Balhae. Dans la même année, elle a joué dans le film de science-fiction Sori: Voice From The Heart.
En 2016, Lee joue dans la comédie dramatique Please Come Back, Mister. Lee a été complimentée pour son alchimie avec sa coéquipière Oh Yeon-seo, avec qui elle a joué dans son précédent projet Shine or Go Crazy. En 2017, Lee interprète la célèbre gisaeng Jang Nok-su dans le drame historique The Rebel. Elle est saluée par la critique pour son interprétation, et remporte plusieurs prix d'interprétation. La même année, elle joue dans le thriller policier Heart Blackened et dans le film de comédie d'action The Bros.. En 2019, Lee joue dans le film comique Extreme Job dans le rôle d'un détective des stupéfiants. Le film est devenu le deuxième film coréen le plus réussi de tous les temps avec 16 millions de billets vendus. La même année, elle a joué dans la comédie de drame criminel The Fiery Priest dans le rôle d'un procureur. Le drame a été un succès commercial avec plus de 20 % d'audience. Ces deux projets ont démontré la polyvalence de Lee et ont contribué à sa hausse de popularité.
En 2021, Lee joue dans un autre drama de SBS, One the Woman, avec Lee Sang-yoon, Jin Seo-yeon et Lee Won-keun, faisant ainsi son retour sur le petit écran en deux ans. Elle joue le double rôle de Jo Yeon-joo, une procureure intelligente mais corrompue (ce qui est similaire à son précédent drame The Fiery Priest) et de Kang Mi-na, une fille illégitime d'un chaebol qui est maltraitée par sa famille et celle de son mari. Le drame est un succès, le dernier épisode ayant attiré 3,2 millions de téléspectateurs et obtenu un taux d'audience de 17,8 %. Pour son interprétation réussie d'un double personnage à la personnalité diamétralement opposée, elle a obtenu un prix d'excellence et une nomination au prix daesang lors des SBS Drama Awards de 2021.

## Vie privée
Lee a participé activement au travail bénévole de plusieurs organisations telles que l'UNICEF, Compassion et World Vision. Elle est ambassadrice de bonne volonté de l'association Beauty Mind Charity et de la Korea Green Foundation.
Lee est ceinture noire de troisième degré en taekwondo, plongeur sous-marin et skieur de compétition[réf. nécessaire].
Elle est de religion chrétienne et suivait autrefois un régime végétarien. Mais elle a commencé à manger de la viande et du poisson pour sa propre liberté selon elle.

### Relation et mariage
Le 8 novembre 2021, il a été confirmé que Lee sortait avec un petit ami qui n'était pas une personnalité connue. Ils sortent ensemble depuis le début de l'année 2021. Le 21 décembre 2021, Saram Entertainment a confirmé que Lee s'était mariée le jour même. La cérémonie de mariage s'est déroulée à Séoul et seuls les membres de la famille y ont assisté. Selon l'agence de Lee, son mari est un employé de bureau Américano-Coréen.
En janvier 2022, l'agence de Lee annonce que Lee était enceinte de quatre mois de son premier enfant,. Le 20 juin 2022, elle donne naissance à une fille dans un hôpital de Séoul.

## Filmographie

### Film
| Date | Titre                               | Rôle                         | Notes           | Réf.   |
| ---- | ----------------------------------- | ---------------------------- | --------------- | ------ |
| 2011 | Success                             | Seon-nyeo                    |                 |        |
| 2012 | Deranged                            | Yeon-joo                     |                 |        |
| 2012 | I Am the King                       | Soo-yeon                     |                 |        |
| 2013 | Behind the Camera                   | Propre rôle                  |                 |        |
| 2014 | Tazza: The Hidden Card              | Président Woo                |                 |        |
| 2015 | Sori: Voice From The Heart          | Ji-yeon                      |                 |        |
| 2016 | Lost in the Moonlight               | Dame Maehwa                  | Rôel de la voix |        |
| 2017 | Fabricated City                     | Secrétaire de Min Cheon-sang |                 |        |
| 2017 | Chimmuk                             | Yoo-na                       |                 |        |
| 2017 | The Bros                            | Aurore                       |                 |        |
| 2019 | Extreme Job                         | Détective Jang Yeon-soo      |                 |        |
| 2019 | Black Money                         | Kim Na-ri                    |                 |        |
| 2022 | Alienoid : Les Protecteurs du futur | Min Kae-ae                   |                 | [ 40 ] |
| 2023 | Alienoid 2                          | Min Kae-ae                   |                 | [ 41 ] |
| TBA  | Killing Romamce                     |                              |                 |        |
| TBA  | Phantom                             | Parc Cha-Kyung               |                 | [ 42 ] |

### Séries télévisées
| Année | Titre                        | Fonction                  | Notes             | Ref.   |
| ----- | ---------------------------- | ------------------------- | ----------------- | ------ |
| 2009  | The Partner                  | Kim Jung-won              |                   |        |
| 2010  | Pasta                        | Oh Se-young               |                   |        |
| 2011  | Indomitable Daughters-in-Law | Kim Yeon-jung             |                   |        |
| 2012  | Immortal Classic             | Seo Young-joo             |                   | [ 43 ] |
| 2013  | Shark                        | Jang Young-hee            |                   | ,      |
| 2014  | Modern Farmer                | Kang Yoon-hee             |                   | [ 46 ] |
| 2015  | Shine or Go Crazy            | Hwangbo Yeo-won           |                   |        |
| 2016  | Come Back Mister             | Chanson Yi-yeon           |                   |        |
| 2017  | The Rebel                    | Jang Nok-su               |                   |        |
| 2019  | The Fiery Priest             | Park Gyung -sun           |                   |        |
| 2019  | Be Melodramatic              | Actrice                   | Caméo (épisode 1) |        |
| 2021  | One the Woman                | Cho Yeon-joo / Kang Mi-na |                   | [ 47 ] |

### Émissions de télévision
| Année     | Titre                                         | Rôle                      | Notes | Ref.   |
| --------- | --------------------------------------------- | ------------------------- | ----- | ------ |
| 2007–2008 | Divertissement télévisé ce soir               | Héberger                  |       |        |
| 2010      | My Sweet Canada with Honey Lee                | Héberger                  |       |        |
| 2011      | Opera Star 2011                               | Héberger                  |       | [ 48 ] |
| 2014      | Four Sons and One Daughter - Season 1         | Membre de la distribution |       | [ 49 ] |
| 2015-2017 | Get it Beauty                                 | Héberger                  |       | [ 50 ] |
| 2016      | Saturday Night Live Korea                     | Héberger                  |       | [ 51 ] |
| 2016      | LOVE Challenge 2                              | Membre de la distribution |       |        |
| 2017      | Shall We Talk                                 | Membre de la distribution |       |        |
| 2018      | The Secret and Great Private Lives of Animals | Membre de la distribution |       | [ 52 ] |

## Théâtre
| Année     | Titre           | Rôle        | Ref.   |
| --------- | --------------- | ----------- | ------ |
| 2008      | Polaroid        | Lee Se-yeon |        |
| 2009-2010 | Legally Blonde  | Elle Woods  |        |
| 2013      | Chicago         | Roxie Hart  |        |
| 2013-2014 | Gars et poupées | Sarah Brun  | [ 53 ] |

## Récompenses et nominations
| Cérémonie de remise des prix         | Année | Catégorie                                                                     | Travail nommé                                 | Résultat   | Ref.   |
| ------------------------------------ | ----- | ----------------------------------------------------------------------------- | --------------------------------------------- | ---------- | ------ |
| APAN Star Awards                     | 2015  | Meilleure actrice dans un second rôle                                         | Shine or Go Crazy                             | Nomination |        |
| APAN Star Awards                     | 2022  | Prix d'excellence, actrice dans une mini-série                                | One the Woman                                 | Nomination | [ 54 ] |
| Prix Baeksang Arts                   | 2015  | Meilleure nouvelle actrice – film                                             | Tazza: The Hidden Card                        | Nomination |        |
| Prix Baeksang Arts                   | 2018  | Meilleure actrice dans un second rôle - Film                                  | Chimmuk                                       | Nomination | [ 55 ] |
| Prix Baeksang Arts                   | 2019  | Meilleure actrice dans un second rôle - Film                                  | Extreme Job                                   | Nomination | [ 56 ] |
| Blue Dragon Film Awards              | 2014  | Meilleure actrice dans un second rôle                                         | Tazza: The Hidden Card                        | Nomination |        |
| Blue Dragon Film Awards              | 2019  | Meilleure actrice dans un second rôle                                         | Extreme Job                                   | Nomination | [ 57 ] |
| Blue Dragon Film Awards              | 2019  | Prix de la star populaire                                                     | Extreme Job                                   | Lauréat    | [ 58 ] |
| BIFF Marie Claire Asian Star Awards  | 2019  | Prix Marie Claire                                                             | Extreme Job                                   | Lauréat    |        |
| Festival de musique Daegu            | 2013  | Meilleure nouvelle venue                                                      | Chicago                                       | Lauréat    | [ 59 ] |
| Festival du film d'or                | 2021  | Meilleure actrice                                                             | Black Money                                   | Lauréat    | [ 60 ] |
| Grand Bell Awards                    | 2014  | Meilleure nouvelle actrice                                                    | Tazza: The Hidden Card                        | Nomination |        |
| Grand Bell Awards                    | 2014  | Prix de popularité                                                            | Tazza: The Hidden Card                        | Lauréat    | [ 61 ] |
| Grand Bell Awards                    | 2020  | Meilleure actrice de support                                                  | Extreme Job                                   | Nomination |        |
| KBS Entertainment Awards             | 2018  | Rookie Award, Variety                                                         | The Secret and Great Private Lives of Animals | Lauréat    | [ 62 ] |
| Korea Drama Awards                   | 2017  | Prix d'excellence, actrice                                                    | The Rebels                                    | Lauréat    | [ 63 ] |
| Korea Film Actors Association Awards | 2017  | Meilleure actrice de support                                                  | The Bros, Chimmuk                             | Lauréat    | [ 64 ] |
| Korea Jewelry Awards                 | 2010  | Prix Sapphire                                                                 | Lee Hanee                                     | Lauréat    | [ 65 ] |
| Prix MBC Drama                       | 2011  | Meilleure nouvelle actrice                                                    | Indomitable                                   | Lauréat    | [ 66 ] |
| Prix MBC Drama                       | 2017  | Prix d'excellence supérieur, actrice dans un drame de mardi                   | The Rebels                                    | Lauréat    | [ 67 ] |
| Miss Korea Pageant                   | 2006  | Miss Korea - Jin                                                              | Lee Hanee                                     | Lauréat    |        |
| Miss Universe Pageant                | 2007  | Troisième                                                                     | Lee Hanee                                     | Lauréat    |        |
| Mnet 20's Choice Awards              | 2011  | Corps féminin sexy                                                            | Lee Hanee                                     | Lauréat    | [ 68 ] |
| SBS Drama Awards                     | 2014  | Prix d'excellence, actrice dans un drame spécial                              | Modern Farmer                                 | Nomination |        |
| SBS Drama Awards                     | 2016  | Prix spécial d'action, actrice dans un drame de fantaisie                     | Please Come Back, Mister                      | Nomination |        |
| SBS Drama Awards                     | 2019  | Prix d'excellence supérieur, actrice dans un drame de moyenne longueur        | Le Prêtre Ardent                              | Lauréat    | ,      |
| SBS Drama Awards                     | 2019  | Prix du producteur                                                            | Le Prêtre Ardent                              |            | ,      |
| SBS Drama Awards                     | 2021  | Grand Prix (Daesang)                                                          | One the Woman                                 | Nomination | [ 71 ] |
| SBS Drama Awards                     | 2021  | Prix d'excellence supérieur, actrice dans une miniserie romance/comédie drame | One the Woman                                 | Lauréat    | [ 72 ] |
| SBS Drama Awards                     | 2021  | Meilleur couple                                                               | Lee Hanee (avec Lee Sang-yoon)Une femme       | Nomination | [ 73 ] |
| Style Icon Asia                      | 2016  | Top 10 Style Icônes                                                           | Lee Hanee                                     | Lauréat    | [ 74 ] |
| The Seoul Awards                     | 2017  | Meilleure second rôle                                                         | The Rebels                                    | Lauréat    | [ 75 ] |

### Honneurs d'État
| Pays ou organisation | Année | Distinction                                                             | Ref. |
| -------------------- | ----- | ----------------------------------------------------------------------- | ---- |
| Corée du Sud         | 2019  | Mention élogieuse du ministère de la Culture, des Sports et du Tourisme |      |

### Listes
| Éditeur | Année | Liste                    | Classement | Ref.   |
| ------- | ----- | ------------------------ | ---------- | ------ |
| Forbes  | 2018  | Korea Power Celebrity 40 | 26         | [ 76 ] |